# Херберт, Майк
Майкл А́дам Хе́рберт (англ. Michael Adam Herbert; 30 сентября 1960, Белвилл) — американский гребец-байдарочник, выступал за сборную США в конце 1980-х — середине 1990-х годов. Участник трёх летних Олимпийских игр, бронзовый и дважды серебряный призёр чемпионатов мира, победитель многих регат национального и международного значения.

## Биография
Майк Херберт родился 30 сентября 1960 года в городе Белвилле, штат Иллинойс.
Первого серьёзного успеха на взрослом международном уровне добился в 1988 году, когда попал в основной состав американской национальной сборной и благодаря череде удачных выступлений удостоился права защищать честь страны на летних Олимпийских играх в Сеуле — в зачёте одиночных байдарок на дистанции 500 метров финишировал в решающем заезде четвёртым, немного не дотянув до призовых позиций.
В 1989 году Херберт побывал на чемпионате мира в болгарском Пловдиве, откуда привёз награду бронзового достоинства, выигранную в одиночках на пятистах метрах. Год спустя на аналогичных соревнованиях в польской Познани в той же дисциплине взял серебро, уступив на финише советскому гребцу Сергею Калеснику, кроме того, вместе с напарником Терри Кентом получил серебро в двойках на пятистах метрах — здесь лучшим тоже был экипаж из СССР. Будучи одним из лидеров гребной команды США, благополучно прошёл квалификацию на Олимпийские игры 1992 года в Барселоне — на сей раз стартовал в байдарках-четвёрках на дистанции 1000 метров и показал в финале девятый результат.
После барселонской Олимпиады Майк Херберт остался в основном составе американской национальной сборной и продолжил принимать участие в крупнейших международных регатах. Так, в 1996 году он представлял страну на домашних Олимпийских играх в Атланте, где, тем не менее, смог дойти только до стадии полуфиналов полукилометровой программы одиночных байдарок. Вскоре по окончании этих соревнований принял решение завершить карьеру профессионального спортсмена, уступив место в команде молодым американским гребцам.